# Malta al Festival de la Cançó d'Eurovisió 2012
| Edició                   | 2012                                                                            |
| Televisio(ns) implicades | PBS                                                                             |
| Nom de la preselecció    | Malta Song for Europe.                                                          |
| Dates                    | La semifinal està prevista pel 3 de febrer de 2012, i la final pel dia següent. |
| Format                   | Preselecció oberta: una semifinal i una gran final.                             |
| Presentadors             | Ron Briffa i Elaine Saliba.                                                     |
| Nombre de participants   | 24                                                                              |

La televisió pública maltesa torna a utilitzar un format de preselecció oberta per escollir el seu representant per a l'edició de 2012.

## Organització
La PBS Malta va obrir un període de recepció de propostes els dies 20 i 21 d'octubre de 2011. En total, es van rebre 161 propostes, que es van reduir a 62 per a la segona fase de càstings presencials.
D'entre aquests 62 aspirants, el comitè organitzador de la cadena triarà 24 semifinalistes que competiran el dia 4 de febrer de 2012 per una de les 16 places de la final, que tindrà lloc l'endemà.

## Candidats
Els 24 semifinalistes anunciats el 25 de novembre de 2011 pel jurat de la PBS Malta són:
- Amber - Answers with your eyes
- Anna Azzopardi - Still waiting
- Annalise Ellul - Whoop it up!
- Claudia Faniello - Pure
- Corazon Mizzi - Mystifying eyes
- Danica Muscat - 7 days
- Deborah C feat. Leila James - You make me go UH UH
- Dorothy Bezzina - Autobiography
- Eleanor Cassar - I want to run away
- Fabrizio Faniello (representant maltès als Festivals de 2001 i 2006) - I will fight for you (Papa's song)
- Francesca Borg - Take me far
- Gianni Zammit - Petals on a rose
- Isabelle Zammit - Walk on water
- Janice Mangion - While her eyes still glow
- J. Anvil - You are my life
- Jessica Muscat - Dance romance
- Kaya - First time
- Klinsmann - No way back
- Kurt Calleja - This is the night
- Lawrence Gray - In your eyes
- Nadine Bartolo - Can't get away
- Richard Edwards - Look at me now
- Romina Mamo - DNA
- Wayne Micallef - Time